# Сива топола
Сива топола (Populus canescens) је листопадно дрво из породице врба (Salicaceae). Сродна је и веома блиска белој тополи (Populus alba), а према мишљењу многих спонтани је и фертилни хибрид између ње и јасике (Populus tremula).

## Опис
Листопадно дрво беле, а код старијих стабала сиве и дубоко испуцале коре. Стабло је до 30 м високо, широке крошње. Младе гранчице и пупољци сиво пепељасто длакави. На кратким изданцима (краткорастима) се развијају елиптични листови са неправилно таласастим ободом, а на дугачким изданцима (дугорастима) већи, срцасто-јајасти. И једни и други листови су са лица сивозелени и голи, а са наличја сиви, најпре вунасто длакави а касније голи. Лисна петељка је до 3,5 цм дуга и пљосната. Као и све сродне врсте и сива топола је дводома биљка; мушки и женски цветови се налазе на посебним стаблима. И једни и други цветови су сакупљени у длакаве ресе „маце“. Мушке маце су 6-10 цм дуге, растресите, са 8-15 прашника, док су женски цветови краћи, 2-4 цм дуги. Цвета истовремено са листањем, у рано пролеће, марта и априла. Плод је чаура која пуца са два капка и у њој се налазе семена, мања од семена беле тополе. Пошто је хибрид, из семена се мање добро размножава (иако обилно роди сваке године) као вегетативно из коренских изданака.

## Станиште
Расте на обалама река и у депресијама од низина до брдских области, најбоље у растреситим, водопропусним тлима где је подземна вода лако доступна. Спонтано расте и у пешчарама (нпр. у Суботичкој и у Делиблатској); термофилна је и добро трпи сушу, те је погодна за везивање пескова.

## Распрострањење
Распрострањена у средњој и јужној Европи, југозападној Азији. У Србији је спорадично распрострањена, пре свега на местима где заједно расту јасика и бела топола, али и тамо где их нема.

## Употреба
Декоративна дрвенаста врста, чак и квалитенијег дрвета од беле тополе. Употребљава се у столарству, за сандуке, за добијање целулозе, у индустрији фурнира.